# Joke Swiebel
Joke Swiebel (n. 28 noiembrie 1941, Haga, Olanda de Sud, Țările de Jos) este un om politic neerlandez, membru al Parlamentului European în perioada 1999-2004 din partea Țărilor de Jos. 
1. ↑  WorldCat Entities, accesat în 21 ianuarie 2025
2. ↑  Deputații în Parlamentul European